# Геллерт, Христлиб Эреготт
Христлиб Эреготт Геллерт (1713—1795) — химик, металлург и минералог, адъюнкт Петербургской академии наук (1736—1744).

## Биография
Христлиб Эреготт Геллерт родился 11 августа 1713 года в Хайнихене. Учился в Лейпцигском университете, где получил звание магистра философии. В Петербург прибыл 16 июня 1735 г. для занятия должности учителя академической гимназии. С 1736 г. адъюнкт Академии и конректор гимназии. Обучал студентов логике, истории и географии. С 1742 г. читал лекции студентам Академического университета: «логика и метафизика Вольфова порядком Тиммиговым публично».
Будучи адъюнктом физики, подготовил ряд научных работ:
- De phaenomenis plumbi fusi in tubis capillaribus (Commentarii Academiae Imperialis Scientiarum Petropolitanae. Tom. XII. Petropoli, 1750, p. 293—301),
- De tubis capillaribus prismaticis (там же, p. 302—311) ,
- De densitate mixtorum ex metallis et semimetallis factorum (там же, tom. XIII, 1751, p. 382—399),
- О прибывании и убывании воды в Неве реке[2].

В 1744 г. вышел в отставку. В 1746 г. поселился во Фрайберге, где читал лекции по металлургии. Поступив на горнозаводскую службу, он стал в 1753 г. советником комиссии, затем инспектором горных машин, плавильного процесса и т. д. В 1762 г. назначен главным управляющим горными заводами и действительным горным советником. После основания в 1765 г. Фрайбергской горной Академии занял в ней должность профессора металлургической химии.
Согласно РБСП:

Саксония была обязана Геллерту многими значительными усовершенствованиями в своем горнозаводском деле. <…> Он пользовался большой известностью в среде металлургов, минералогов и вообще специалистов горного дела. Но среда эта была, конечно, гораздо менее обширной, чем та среда читающей публики, в которой был не только известен, но и знаменит, как выдающийся германский поэт, младший брат Геллерта, Христиан Фюрхтготт.— Геллерт, Христлиб-Ерготт // Русский биографический словарь : в 25 томах. — СПб.—М., 1896—1918.